# Arbeitsgemeinschaft kommunale und kirchliche Altersversorgung
Die Arbeitsgemeinschaft kommunale und kirchliche Altersversorgung e.V. (AKA) ist ein Zusammenschluss von Versorgungskassen und Zusatzversorgungskassen in Deutschland, die für kommunale und kirchliche Arbeitgeber eine Form der betrieblichen Altersversorgung realisieren. 

## Geschichte
Der Verein wurde 1998 gegründet. Sie ist Deutschlands Fachorganisation im Bereich der kommunalen und kirchlichen Altersversorgung. Als Dachorganisation vereint sie insgesamt 43 kommunale und kirchliche Versorgungs- und Zusatzversorgungskassen. Diese Kassen betreuen mehr als 9,4 Millionen Menschen und über 50.000 Arbeitgeber bzw. Dienstherren. Die bis 1998 jeweils separat existierenden Arbeitsgemeinschaften Kommunale Versorgungskassen zur Altersversorgung für Beamte und Kommunale und kirchliche Zusatzversorgungskassen für Arbeiter und Angestellte im öffentlichen und kirchlichen Dienst sind heute noch als Fachvereinigungen innerhalb der AKA erkennbar.

## Aufgaben und Ziele
Die AKA will darauf hinwirken, dass die Altersversorgung weiterentwickelt und auch in Zukunft sicher erbracht wird. Sie wirkt dabei mit, dass die Altersversorgung auch angesichts der demographischen Entwicklung in Zukunft finanzierbar bleibt. 
Die AKA gliedert sich in verschiedene Fachausschüsse:  
- Fachausschuss Zusatzversorgung,
- Fachausschuss Beamtenversorgung
- Fachausschuss Kapitalanlage.

Die Fachvereinigung Beamtenversorgung, eine Unterorganisation des Vereins, sichert die Versorgung der Beamten im kommunalen und im kirchlichen Dienst. Sie wird durch Gesetze festgelegt und von den AKA-Kassen ausgeführt. Beispielsweise begleitet der Verein den Umstellungsprozess, den die Beamtenversorgung im Rahmen der Föderalismusreform durchläuft bzw. durchlief. Der Fachvereinigung Beamtenversorgung gehören 21 kommunale und kirchliche Versorgungskassen an, darunter fünf kommunale Kassen in den neuen Bundesländern sowie vier Kirchenkassen. Die Versorgungskassen haben in etwa 11.000 Mitglieder (vor allem Städte, Gemeinden, Landkreise, Sparkassen, Krankenkassen, Kirchen). Sie betreuen rund 147.000 Beamte und Angestellte mit Versorgungsberechtigung sowie über 108.000 Versorgungsempfänger. Die Versorgungskassen leisteten im Jahr 2018 über 3,3 Milliarden Euro an Versorgungsleistungen. Die Fachvereinigung Beamtenversorgung hat auch zum Ziel, die Einheitlichkeit des Satzungsrechts ihrer Mitglieder zu fördern und sie in Fragen der Beihilfegewährung zu unterstützen.
Die Zusatzversorgung ist die Betriebsrente der Arbeitnehmer und Arbeitnehmerinnen des öffentlichen und kirchlichen Dienstes. Das Leistungsspektrum bestimmen die Sozialpartner des öffentlichen Dienstes durch Tarifvertrag. Die AKA wirkt im Rahmen ihrer Aufgabenstellung unter anderem darauf hin, dass die Einheitlichkeit der Zusatzversorgung des öffentlichen und kirchlichen Dienstes in Deutschland gewahrt wird. Sie wird als Expertin an den Tarifverhandlungen beteiligt. Sie setzt die tarifvertraglichen Vereinbarungen in ihrer Mustersatzung um, die wiederum Grundlage der Satzungen der einzelnen Kassen ist. Die Fachvereinigung Zusatzversorgung der AKA setzt sich aus 22 kommunalen und kirchlichen Zusatzversorgungskassen zusammen, davon dreizehn Gebietskassen, drei Stadtkassen, zwei Sparkasseneinrichtungen sowie vier Kirchenkassen. Die Mitgliedskassen betreuen knapp 38.000 kommunale und kirchliche Arbeitgeber. Versichert sind mehr als 8 Millionen Arbeiter und Angestellte aus dem kommunalen und kirchlichen Dienst, davon über 3,7 Millionen Pflichtversicherte. Fast 1,6 Millionen Rentner haben im Jahr 2018 Leistungen in Höhe von etwa 5,7 Milliarden Euro von den Kassen erhalten.
Der Verein ist u. a. Mitglied in der Arbeitsgemeinschaft betriebliche Altersvorsorge (aba), der Gesellschaft für Versicherungswissenschaft und Gestaltung e.V. (GVG), der European Association of Public Sector Pension Institutions (EAPSPI) sowie im Bundesverband öffentliche Dienstleistungen (bvöd).

## Organe
Organe sind die Mitgliederversammlung und der fünfköpfige Vorstand (§ 4 der Satzung der AKA). 
Dem Vorstand stehen zu seiner Unterstützung ein Hauptgeschäftsführer und ein Geschäftsführer als dessen Stellvertreter zur Seite (§ 10 Abs. 2 der Satzung).

## Mitglieder
Folgende Kassen sind Mitglieder:
- Kommunaler Versorgungsverband Baden-Württemberg (KVBW), Karlsruhe
- Zusatzversorgungskasse der Landesbank Baden-Württemberg, Stuttgart
- Bayerische Versorgungskammer (BVK), München
- Kommunaler Versorgungsverband Brandenburg (KVBbg), Gransee
- Versorgungskasse für die Pfarrer und Kirchenbeamten der Bremischen Evangelischen Kirchen, Bremen
- Versorgungs- und Zusatzversorgungskasse Darmstadt, Darmstadt
- Evangelische Zusatzversorgungskasse (EZVK), Darmstadt
- Evangelische Ruhegehaltskasse (ERK), Darmstadt
- Zusatzversorgungskasse der Stadt Frankfurt am Main
- Kommunale Versorgungskassen Kurhessen-Waldeck (KVK), Kassel
- Kommunales Dienstleistungszentrum Personal und Versorgung (KDZ), Wiesbaden
- Kommunale Zusatzversorgungskasse Mecklenburg-Vorpommern (ZMV), Strasburg
- Kommunaler Versorgungsverband Mecklenburg-Vorpommern (VM-V), Schwerin
- Emder Zusatzversorgungskasse für Sparkassen, Emden
- Niedersächsische Versorgungskasse (NVK), Hannover
- Zusatzversorgungskasse der Stadt Hannover (ZVK)
- Norddeutsche Kirchliche Versorgungskasse für Pfarrer und Kirchenbeamte (NKVK), Hannover
- Versorgungskasse Oldenburg (VKO), Oldenburg
- Zusatzversorgungskasse der Evangelisch-lutherischen Landeskirche Hannovers (KZVK), Detmold
- Kirchliche Zusatzversorgungskasse Rheinland-Westfalen (KZVK), Dortmund
- Gemeinsame Versorgungskasse für Pfarrer und Kirchenbeamte (VKPB), Dortmund
- Rheinische Versorgungskassen, Köln
- Zusatzversorgungskasse der Stadt Köln (ZVK)
- Kirchliche Zusatzversorgungskasse des Verbandes der Diözesen Deutschlands (KZVK), Köln
- Kommunale Versorgungskassen Westfalen-Lippe (kvw), Münster
- Pfälzische Pensions-Anstalt (ppa), Bad Dürkheim
- Ruhegehalts- und Zusatzversorgungskasse des Saarlandes (RZVK), Saarbrücken
- Kommunaler Versorgungsverband Sachsen (KVS), Dresden
- Kommunaler Versorgungsverband Sachsen-Anhalt (KVSA), Magdeburg
- Versorgungsausgleichskasse der Kommunalverbände in Schleswig-Holstein (VAK), Kiel
- Kommunaler Versorgungsverband Thüringen (KVT), Artern